# Microsoft Home
Microsoft Home је укинута линија софтверских апликација и личних хардверских производа које је објавио Microsoft. Бренд Microsoft Home први је најавио Бил Гејтс у презентацији 4. октобра 1993. Ове апликације су дизајниране да донесу мултимедију на Microsoft Windows и Macintosh персоналне рачунаре. Са више од 60 производа доступних под брендом Microsoft Home до 1994., продор компаније на потрошачко тржиште је узео маха. Microsoft Plus!, пакет додатака за побољшање за Windows, настављен је до ере Windows XP. Асортиман кућног софтвера служио је за многе различите интересе потрошача, од игара са Microsoft Arcade и Entertainment Pack-ова до референтних наслова као што су Encarta, Bookshelf и Cinemania. Убрзо након објављивања Windows 95, компанија је почела да смањује цену Microsoft Home производа и успоном Веб-а до 1998., Microsoft је почео да постепено укида линију софтвера.

## Наслови
Microsoft Home је укључивао софтвер различите кућне употребе и окружења. Производи су подељени у пет категорија: Reference & Exploration, Entertainment, Kids, Home Productivity and Sounds и Sights & Gear. 

### Референтни и истраживачки софтвер
Microsoft Home Reference производи су донели информације мултимедијалним персоналним рачунарима – то је био ефикасан начин представљања и истраживања информација пре него што је Ворлд Виде Веб постао мејнстрим. Ови производи су били украшени хиперлинком релативно новим у то време. Већина ових производа је објављена на ЦД-РОМ-у, дајући софтверу могућност да прикаже графику и анимације високе резолуције и репродукује висококвалитетне таласне облике и МИДИ датотеке. Ови производи су доказали да ће лични рачунари револуционисати начин на који проналазимо и истражујемо информације.
| Име                                                                             | Година                |
| ------------------------------------------------------------------------------- | --------------------- |
| Microsoft Encarta                                                               | 1993–2009             |
| Microsoft Encarta Africana                                                      | 1999-2001             |
| Microsoft Bookshelf                                                             | 1987, 1992, 1994-2000 |
| Microsoft Cinemania                                                             | 1994-1997             |
| Microsoft Automap Streets, Streets Plus                                         | 1995-2013             |
| Microsoft Automap Road Atlas (Expedia Trip Planner и Microsoft Streets & Trips) | 1995-2013             |
| Microsoft AutoRoute Express (Microsoft AutoRoute)                               | 1995-2013             |
| Microsoft Music Central                                                         | 1996-1997             |
| Microsoft Complete Baseball                                                     | 1994-1995             |
| Microsoft Complete NBA Basketball                                               | 1994-1996             |
| Microsoft Complete Gardening                                                    | 1996                  |
| Microsoft Reader's Digest Complete Do-It-Yourself Guide                         | 1996                  |
| Microsoft Oceans                                                                | 1995                  |
| Microsoft 500 Nations (North American Indian tribes and civilizations)          | 1995                  |
| Microsoft World of Flight                                                       | 1995                  |
| Microsoft Ancient Lands                                                         | 1994                  |
| Microsoft Dinosaurs                                                             | 1993                  |
| Microsoft Dangerous Creatures                                                   | 1994                  |
| Microsoft Dogs                                                                  | 1995                  |
| Microsoft Musical Instruments                                                   | 1992                  |
| Microsoft Isaac Asimov's The Ultimate Robot                                     | 1993                  |
| Microsoft Art Gallery                                                           | 1994                  |
| Microsoft Wine Guide                                                            | 1995                  |
| Microsoft Julia Child: Home Cooking with Master Chefs                           | 1995                  |
| Microsoft The Ultimate Frank Lloyd Wright: America's Architect                  | 1994                  |
| Microsoft Composer Collection                                                   | 1995                  |
| Microsoft Multimedia Mozart: The Dissonant Quartet                              | 1992–1995             |
| Microsoft Multimedia Beethoven: The Ninth Symphony                              | 1992–1995             |
| Microsoft Multimedia Schubert: The Trout Quintet                                | 1992–1995             |
| Microsoft Multimedia Stravinsky: The Rite of Spring                             | 1992–1995             |
| Microsoft Multimedia Strauss: Three Tone Poems                                  | 1992–1995             |

### Забава
Почетком 1990-их, игре на персоналним рачунарима су углавном радиле на сада застарелом оперативном систему MS-DOS. Међутим, увођењем Windows 3.1x 1992., Microsoft Home је објавио неколико апликација за забаву које су имплементирале нове технологије Windows-а као што је DirectX. Штавише, ове апликације су охрабриле компјутерске играче тог времена да пређу са MS-DOS-а на Windows. Ова транзиција је омогућила бољу употребу компјутерске графике, револуционисала програмирање игара и резултирала реалистичнијим искуством играња. На пример, Microsoft Windows Entertainment Pack Games су остале класика за компјутерске играче, још од њиховог развоја почетком 90-их.

## Наслеђе

### Актуелни производи
- Microsoft Publisher је и данас доступан као део Microsoft Office-а, иако је у фази одржавања, није било побољшања функција годинама након Publisher-а 2010.
- Развој Microsoft Flight Simulator-а је прекинут затварањем ACES Game Studio. Замена Microsoft Flight, је касније развијена, али је касније такође укинута. Међутим, последња верзија оригиналног софтвера је касније постала доступна преко Steam-а. 2020. објављена је потпуно нова верзија са ажурираном DirectX графичком технологијом.

### Укинути производи
- Microsoft AutoMap је касније постао Microsoft MapPoint и Microsoft Streets & Trips. Ово се може потврдити уносима регистра „AutoMap“ које су инсталирали ови производи. Оба су укинута 2014.
- Microsoft Works је замењен Office Starter 2010 који је ОЕМ произвођачима доступан само за инсталацију на нове рачунаре и не укључује замену за програм Works Database. Office Starter је укинут пре него што је пуштен Office 2013, који не нуди слично издање.
- Microsoft Encarta и Microsoft Money су укинути 2009.